# الحزب الاشتراكي الديمقراطي / جانت بي
الحزب الاشتراكي الديمقراطي / جانت بي (بالفرنسية: Parti social-démocrate) هو حزب سياسي في السنغال. في الانتخابات التشريعية التي جرت في 3 يونيو 2007، حصل الحزب على 23.93٪ من الأصوات الشعبية و26 مقعدا من أصل 150 مقعدًا. 